# Josef Prokop Pražák
Josef Prokop Pražák (* 22. Juni 1870 in Hořiněves; † 15. Juli 1904 ebenda) war ein tschechischer Ornithologe.

## Leben
Ende der 1880er-Jahre begann Pražák sein Studium in Prag bei Antonín Frič. 1893/94 begab er sich als Volontär ans Naturhistorische Hofmuseum in Wien und später nach Bordeaux. Für ein Jahr ging er im Herbst 1896 nach Edinburgh. Anschließend kehrte er nach Prag zurück, heiratete und betätigte sich als Lehrer an Privatschulen, als Getreidehändler und kurzzeitig auch als politischer Agitator.
Im Laufe der 1890er-Jahre erwarb er sich durch mehrere umfangreiche Fachveröffentlichungen einen Namen in der ornithologischen Fachwelt. Er beschäftigte sich darin mit der Vogelwelt und der Geschichte der Ornithologie in Böhmen sowie mit verschiedenen systematischen Fragen vor allem der Meisen. 1894 beschrieb er die beiden Unterarten blanfordi und newtoni der Kohlmeise, 1897 die Unterart scoticus der Haubenmeise. 1897 publiziert er „Über die Vergangenheit und Gegenwart der Ornithologie in Böhmen, nebst einer ,Bibliographia ornithologica bohemica‘, ein Beitrag zur Geschichte der Zoologie in Böhmen“. Sein 1895 erschienener „Versuch einer Monographie der paläarktischen Sumpfmeisen“ brachte ihm viel Anerkennung ein, weckte aber auch den Widerspruch Otto Kleinschmidts und regte diesen so zu weiteren Studien an.
1897 und 1898 brachte Pražák die Materialien zu einer Ornis Ost-Galiziens heraus, in denen er 330 Arten behandelte. Seine Behauptungen, zwischen 1890 und 1896 tausende von Bälgen und Eiern in der Umgegend von Lemberg gesammelt und später ausgewertet zu haben, stellten sich als Hochstapelei, viele Fakten des Werkes als Fälschungen heraus. In der ornithologischen Fachwelt sorgte dies für viel Aufruhr und Pražáks Ruf als ernstzunehmender Autor war ruiniert. Dennoch unternahm er offenbar keinen Versuch, die gegen ihn erhobenen Anschuldigungen zu widerlegen. Weitere Arbeiten von ihm wurden ebenfalls als verdächtig entlarvt und nicht veröffentlicht oder umgearbeitet.
Pražák zog sich aus der fachlichen Öffentlichkeit zurück, litt zunehmend unter geistiger Verwirrung und starb 1904 in seiner Heimatstadt an einer tuberkulösen Erkrankung des Kehlkopfes.